# Kosmos 638
Kosmos 638 (ros. Космос-638) – bezzałogowy lot kosmiczny w ramach programu Sojuz. Był to pierwszy lot z wykorzystaniem statku Sojuz 7K-TM. Misja trwała 10 dni i zakończyła się udanym lądowaniem na kazachskich stepach 13 kwietnia 1974.